# Tyler Cowen
Tyler Cowen (* 21. ledna 1962) je americký ekonom, pedagog, publicista a spisovatel, který se zabývá globálními společenskými a kulturními dopady světového hospodářství.
Na Harvardově univerzitě vystudoval ekonomii u Thomase Schellinga
(nositel Nobelovy ceny za ekonomii).
Po několik let žil a pracoval v hlavním městě Německa Berlíně, později se stal profesorem na George Mason University ve Washingtonu.
Přispívá pravidelně do Economic Scene v New York Times, publikuje také v časopisech The New Republic
a The Wilson Quaterly. Společně s Alexem Tabarrokem píše populární ekonomický blog Marginal Revolution. Pravidelně publikuje i v internetovém gastronomickém průvodci Tyler Cowen's Ethnic Dining Guide, který je přetiskován deníkem The Washington Post.

## Knižní dílo, výběr
- What Price Fame?
- In Praise of Commercial Culture
- Creative Destruction: How Globalization is Changing the World's Cultures